# Danius
Danius ist ein litauischer männlicher Vorname und ein schwedischer Familienname. 

## Namensträger

### Vorname
- Danius Lygis (* 1948), litauischer Ökologe und Politiker
- Danius Rumskas (* vor 1970), litauischer Manager und ehemaliger Politiker, Vizeminister

### Familienname
- Sara Danius (1962–2019), schwedische Literaturwissenschaftlerin
- Stasys Danius (* 1940), litauischer Veterinärmediziner und Professor, Kommunalpolitiker von Kaišiadorys